# Szymon (Romańczuk)

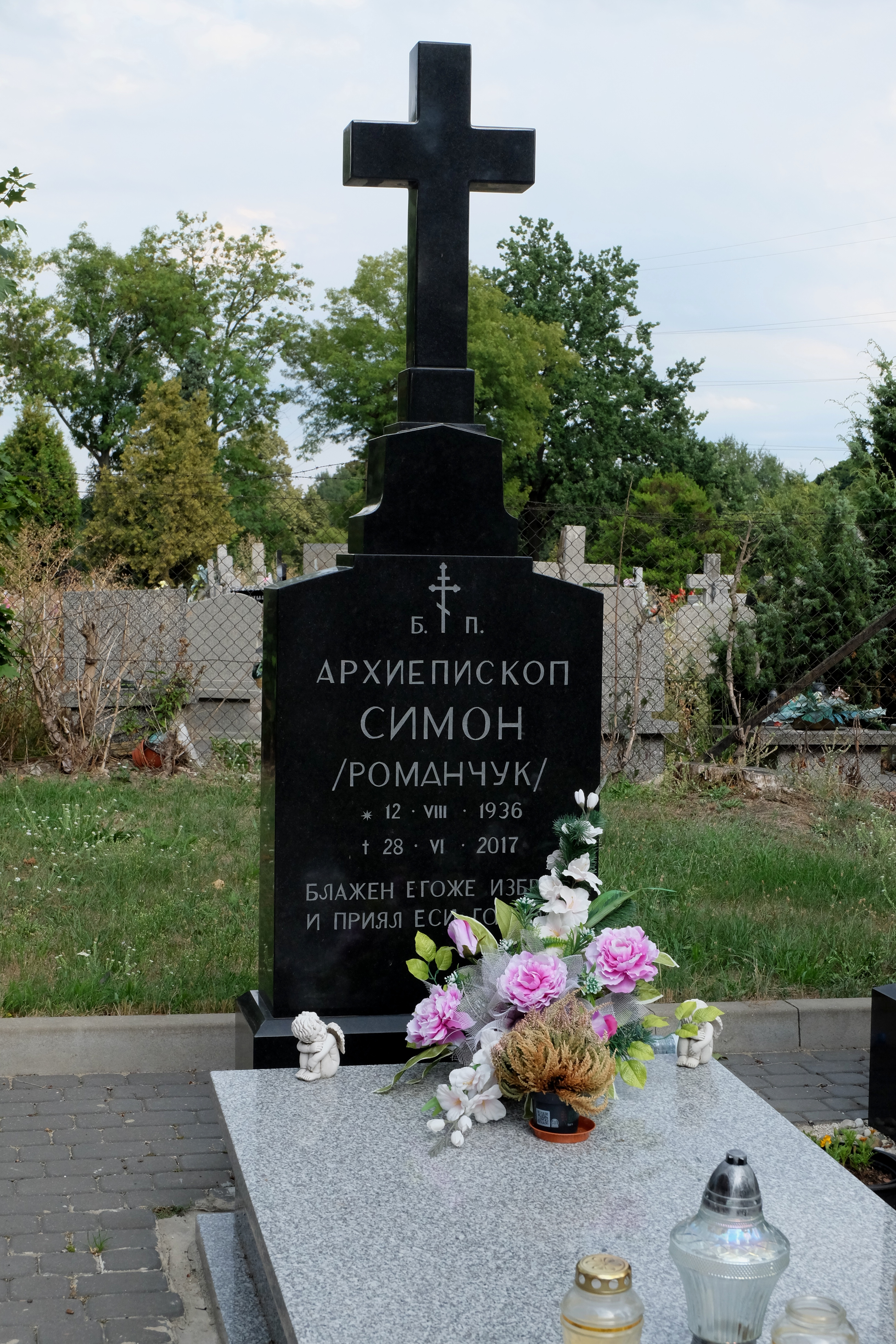
Grób arcybiskupa Szymona w części prawosławnej cmentarza na Dołach w Łodzi

Szymon (pełny tytuł: Jego Ekscelencja Najprzewielebniejszy Szymon, Arcybiskup Łódzki i Poznański), nazwisko świeckie Szymon Romańczuk (ur. 12 sierpnia 1936 w Guszczewinie na Podlasiu, zm. 28 czerwca 2017 w Łodzi) – polski biskup prawosławny, w latach 1981–2017 ordynariusz diecezji łódzko-poznańskiej.

## Życiorys
W 1955 ukończył liceum pedagogiczne w Bielsku Podlaskim i podjął studia filologiczne w Mińsku. Ukończył je obroną pracy poświęconej życiu i twórczości Elizy Orzeszkowej. Po powrocie do Polski został nauczycielem języka rosyjskiego, języka białoruskiego oraz łaciny w liceum w Michałowie. W 1965 został przyjęty na II rok studiów na kierunku teologia prawosławna w Chrześcijańskiej Akademii Teologicznej w Warszawie. 1 lutego 1970 został kierownikiem kancelarii metropolity warszawskiego i całej Polski. 11 lutego 1970 przed metropolitą warszawskim i całej Polski Bazylim złożył wieczyste śluby mnisze. Cztery dni później otrzymał święcenia diakońskie, zaś 22 lutego tego samego roku – kapłańskie. 21 września 1970 mianowany inspektorem Prawosławnego Seminarium Duchownego w Warszawie, w którym był już wcześniej zatrudniony jako lektor języków obcych oraz wykładowca katechezy. Rok później objął stanowisko przewodniczącego Komisji ds. Wydawnictw i Prasy przy Radzie Metropolitalnej oraz jej sekretarza. W okresie od 1971, jako przedstawiciel PAKP bądź członek jego delegacji, brał udział w licznych konferencjach teologicznych i spotkaniach międzykościelnych. W 1973 podniesiony do godności ihumena, zaś 25 listopada 1979 – archimandryty. W październiku 1979 otrzymał tytuł honorowego członka Prawosławnej Akademii Teologicznej na Krecie. W Chrześcijańskiej Akademii Teologicznej obronił też pracę doktorską na temat Myśli religijno-społeczne w twórczości Dostojewskiego.
26 listopada 1979 w soborze św. Marii Magdaleny w Warszawie odbyła się jego chirotonia biskupia z tytułem biskupa lubelskiego, wikariusza diecezji warszawsko-bielskiej. Jako konsekratorzy wzięli w niej udział metropolita warszawski i całej Polski Bazyli, arcybiskup białostocki i gdański Nikanor, arcybiskup wrocławski i szczeciński Aleksy oraz biskup łódzki i poznański Sawa.
18 sierpnia 1981 przeniesiony na katedrę łódzką i poznańską. 8 czerwca 1993 podniesiony został do godności arcybiskupa. Był wykładowcą Uniwersytetu Łódzkiego oraz członkiem Rady Naukowej wydawanego w Łodzi leksykonu Idee w Rosji.
Według dokumentów Służby Bezpieczeństwa będących w posiadaniu Instytutu Pamięci Narodowej od 18 grudnia 1969 Szymon Romańczuk był tajnym i świadomym współpracownikiem SB jako TW „Marek”.
18 kwietnia 2010 podczas mszy pogrzebowej Lecha i Marii Kaczyńskich w bazylice Mariackiej w Krakowie abp Szymon odprawił (obok metropolity warszawskiego Kazimierza Nycza) egzekwie żałobne w rycie bizantyjskim.
W 2016 był członkiem delegacji Polskiego Autokefalicznego Kościoła Prawosławnego na Święty i Wielki Sobór Kościoła Prawosławnego.
Zmarł 28 czerwca 2017 w Łodzi i został pochowany w części prawosławnej cmentarza Doły w tym samym mieście.